# Scherweit (Orgelbauer)
Scherweit war eine Familie von Orgelbauern in Ostpreußen im 18. und 19. Jahrhundert.

## Familienmitglieder

### Wilhelm Scherweit
Wilhelm Scherweit wurde wahrscheinlich 1777 geboren. Von 1794 ist die erste Erwähnung bekannt, als er die Orgel von Christoph Wilhelm Braveleit in Neu Pillau fertigstellte. 1797 erhielt er ein Orgelbauerprivileg für Ostpreußen, gegen den Widerstand von Johann Preuß und Carl David Amstel. 1803 wurde Scherweit als privilegierter Hoforgelbauer in Königsberg anlässlich seiner Hochzeit mit S. D. Siebert bezeichnet. 
Von 1805 sind vorläufig letzte Reparaturarbeiten bekannt, 1807 schloss er wahrscheinlich seine Werkstatt wegen des Krieges. 1813 und 1820 führte Scherweit noch Reparaturarbeiten aus, danach gibt es keine weiteren Nachrichten über ihn.

### Johann Scherweit
Johann Scherweit wurde 1779 in Bubainen geboren und war wahrscheinlich ein Bruder von Wilhelm. Er heiratete in eine Mälzerbrauerei-Familie und erbte ein reiches Vermögen. 1808 wurde er als Orgel- und Klavierbauer in Königsberg bezeichnet. Von 1814 ist die erste Reparatur bekannt. 1817 und 1825 wurde Johann Scherweit als Hoforgelbauer bezeichnet. 1842 wurde als Herkunftsort (irrtümlich?) Lyck angegeben.
Von 1857 sind letzte drei Neubauten aus seiner Werkstatt bekannt, am 30. September 1858 starb er in Königsberg-Altstadt.

### Ferdinand Scherweit
Wessen Sohn er war, ist nicht bekannt. Von 1857 ist ein erster Stimmvertrag erhalten, von 1858 die erste Reparatur. 1870 wurde im Adressbuch Königsberg-Roßgarten, Predigerstraße 15 angegeben. Von 1883 ist ein letzter Reparatur-Voranschlag erhalten. Sein weiteres Leben ist nicht bekannt.

## Orgeln (Auswahl)
Von Wilhelm Scherweit sind zwei Orgelneubauten bekannt, von Johann 24 (+3 Zuschreibungen), von Ferdinand 6 (+1). Dazu kamen Reparaturen, Umbauten und Stimmungen, sowie von Johann Scherweit 3 (+1) Umsetzungen von Orgeln.
Erhalten sind Orgeln in Kętrzyn (Rastenburg), Mikołajki (Nikolaiken) und teilweise in Mühlen, sowie einige Prospekte.
Neubauten
| Jahr      | Ort                    | Gebäude             | Bild | Manuale | Register | Bemerkungen                                                  |
| --------- | ---------------------- | ------------------- | ---- | ------- | -------- | ------------------------------------------------------------ |
| 1794–1795 | Neu Pillau             | Kirche              |      |         |          | Fertigstellung der Orgel von Braveleit                       |
| 1797–1800 | Soldau (Działdowo)     | Evangelische Kirche |      |         |          |                                                              |
| 1821      | Prökuls, Memelland     | Kirche              |      | I/P     | 18       |                                                              |
| 1822      | Langheim               | Kirche              |      | I/P     | 18       |                                                              |
| 1837      | Braunsberg             | Ev. Kirche          |      | II/P    | 22       |                                                              |
| 1838      | Rastenburg (Kętrzyn)   | Ev. Kirche          |      | I/P     | 11       | ursprünglich in Bäslack, erhalten                            |
| 1842      | Nikolaiken (Mikołajki) | Kirche              |      | I/P     | 15?      | 1895 Erweiterung auf II/P, 19, 2007 Restaurierung durch Zych |
| 1843–1844 | Kaukehmen              | Ev. Kirche          |      | II/P    | 24       | in Prospekt von Mosengel von 1722, 1904 verbrannt            |
| 1844      | Groß Lichtenau         | Kirche              |      | II/P    | 19       |                                                              |
| um 1865   | Mühlen                 | Kirche              |      | II/P    | 13       | teilweise erhalten                                           |

Weitere Arbeiten
- 1827: Deutsch Crottingen, Umsetzung der Preuß-Orgel aus Werden, 1899 erneute Umsetzung nach Russisch Crottingen (Kretinga), erhalten
- 1847–1848: Königsberg, Altstädtische Kirche, Umsetzung der Casparini-Orgel von 1763 (III/P, 66) in Kirchenneubau